# The Sound of a Voice
The Sound of a Voice är en opera med musik av Philip Glass och libretto av David Henry Hwang efter dennes pjäs med samma namn. Operan består av två kortoperor: The Sound of a Voice och Hotel of Dreams. Operan är noterbar då den är specifikt skriven för en teaterscen och inte för ett operahus. Den har premiär den 24 maj 2003 på American Repertory Theatre. Den regisserades av Robert Woodruff med Eugene Perry i huvudrollen.